# النا سوفیا ریچی
النا سوفیا ریچی (ایتالیایی: Elena Sofia Ricci؛ زادهٔ ۲۹ مارس ۱۹۶۲) بازیگر اهل ایتالیا است. از فیلم‌های او می‌توان به دوستان من، من ناپلئون را کشتم و نهار یکشنبه اشاره کرد.